# Reprezentacja Brazylii w rugby union mężczyzn
Reprezentacja Brazylii w rugby union mężczyzn – zespół rugby union, biorący udział w imieniu Brazylii w meczach i sportowych imprezach międzynarodowych, powoływany przez selekcjonera, w którym mogą występować wyłącznie zawodnicy posiadający obywatelstwo tego kraju, mieszkający w nim, bądź kwalifikujący się ze względu na pochodzenie rodziców lub dziadków. Za jego funkcjonowanie odpowiedzialna jest Confederação Brasileira de Rugby, członek IRB oraz CONSUR.

## Turnieje

### Udział wPucharze Świata
| Rok  | Kwalifikacje            | Wynik |
| ---- | ----------------------- | ----- |
| 1987 | Nie brała udziału       | –     |
| 1991 | Nie brała udziału       | –     |
| 1995 | Nie brała udziału       | –     |
| 1999 | Nie zakwalifikowała się | –     |
| 2003 | Nie zakwalifikowała się | –     |
| 2007 | Nie zakwalifikowała się | –     |
| 2011 | Nie zakwalifikowała się | –     |
| 2015 |                         |       |
| 2019 |                         |       |

### Udział wmistrzostwach Ameryki Południowej
| Rok  | Wynik |
| ---- | ----- |
| 1951 | 4.    |
| 1958 | –     |
| 1961 | 4.    |
| 1964 | 2.    |
| 1967 | –     |
| 1969 | –     |
| 1971 | 4.    |
| 1973 | 4.    |
| 1975 | 4.    |
| 1977 | 5.    |

| Rok  | Wynik |
| ---- | ----- |
| 1979 | 4.    |
| 1981 | 4.    |
| 1983 | –     |
| 1985 | –     |
| 1987 | –     |
| 1989 | 4.    |
| 1991 | 5.    |
| 1993 | 5.    |
| 1995 | –     |
| 1997 | –     |

| Rok  | Wynik |
| ---- | ----- |
| 1998 | –     |
| 2000 | –     |
| 2001 | –     |
| 2002 | –     |
| 2003 | –     |
| 2004 | –     |
| 2005 | –     |
| 2006 | –     |
| 2007 | –     |
| 2008 | –     |

| Rok  | Wynik |
| ---- | ----- |
| 2009 | 4.    |
| 2010 | 4.    |
| 2011 | 4.    |
| 2012 | 4.    |
| 2013 | 4.    |